# Museo de arte

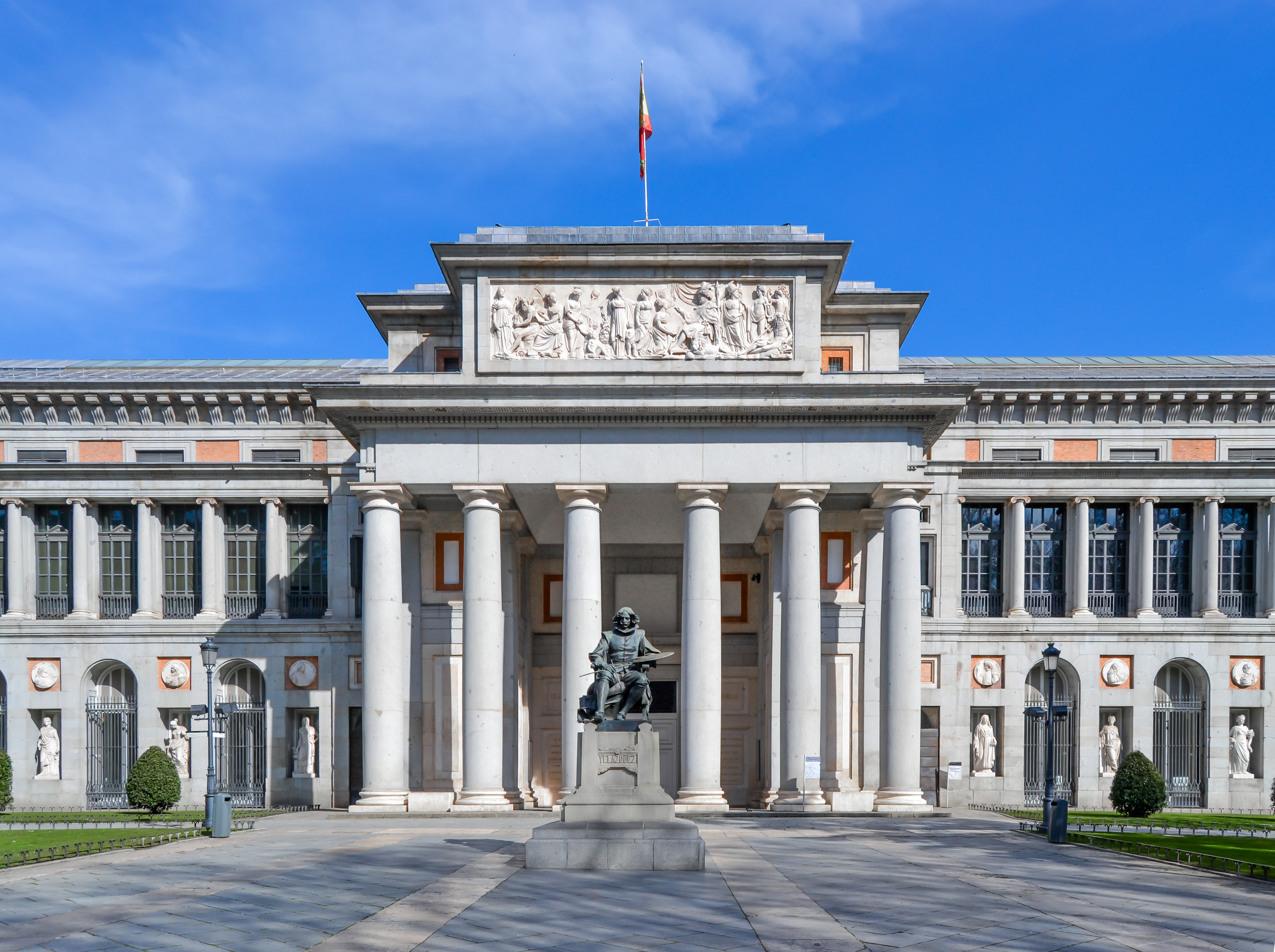
Museo del Prado, Madrid

Un museo de arte es una institución de carácter público o privado dedicada al estudio, conservación y exposición de obras de arte de cualquier modalidad: pintura, escultura, dibujo, grabado, artes decorativas y otras, así como, dentro del arte moderno, fotografía, vídeo, instalaciones, etc.
El origen de los museos está en el coleccionismo, donde a la obra de arte se le añade un valor histórico o cultural, o bien de admiración o singularidad. A partir del siglo XVIII comenzaron a abrirse las colecciones al público y surgieron los museos de protección estatal (British Museum, 1759; Uffizi, 1765; Louvre, 1793; Prado, 1819; Altes Museum de Berlín, 1830; National Gallery, 1838; Hermitage, 1849), al tiempo que surgieron las academias, instituciones que regulan el proceso creativo, educativo y formativo del arte. 
El Consejo Internacional de Museos (ICOM) define el museo como «una institución permanente, sin fines lucrativos, al servicio de la sociedad y su desarrollo, abierto al público, que adquiere, conserva, investiga, comunica y exhibe para fines de estudio, de educación y deleite, testimonios materiales del hombre y de su entorno». Los cuatro componentes principales del museo son: el contenedor, el contenido, la planificación y el público. Existen dos disciplinas vinculadas al estudio de los museos: la museografía estudia la vertiente técnica y estructural de los museos (arquitectura, equipamiento, medios de exposición); y la museología analiza el museo desde una perspectiva histórica, social y cultural.

## Concepto

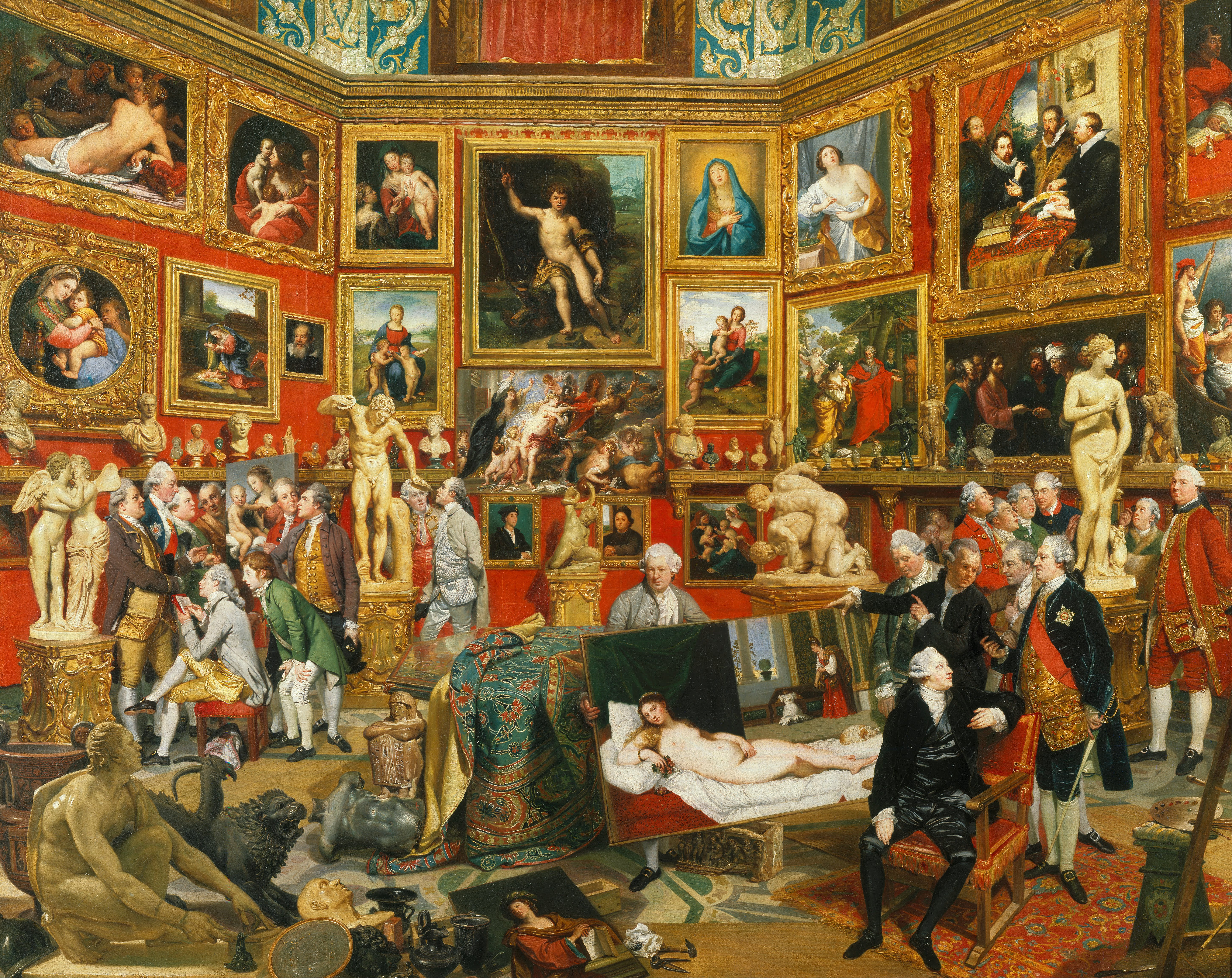
El tribunal de los Uffizi (1772-1778), de Johann Zoffany

El arte (del latín ars, artis, y este del griego τέχνη téchnē) es entendido generalmente como cualquier actividad o producto realizado con una finalidad estética y también comunicativa, mediante la cual se expresan ideas, emociones y, en general, una visión del mundo, a través de diversos recursos, como los plásticos, lingüísticos, sonoros, corporales y mixtos.

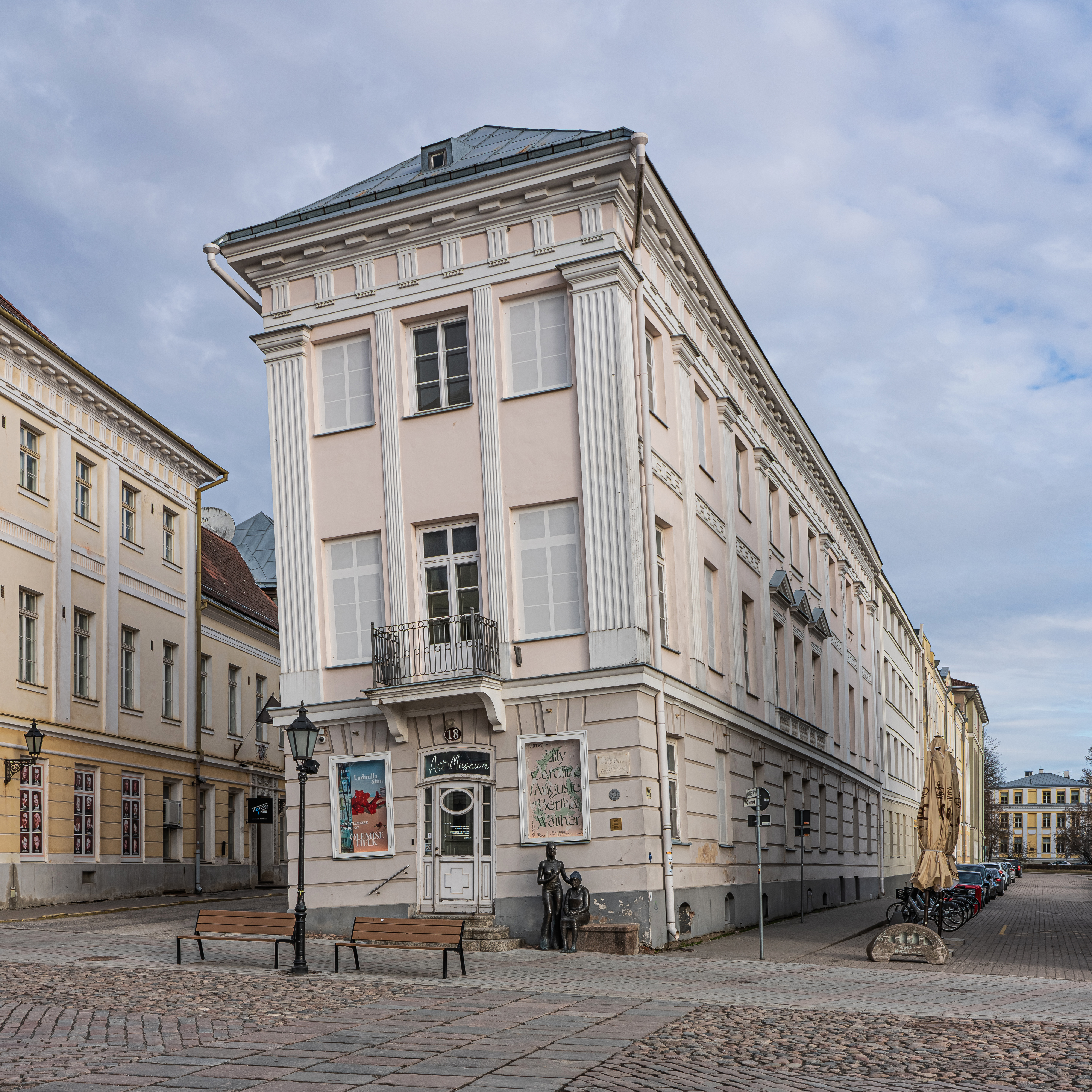
"La Casa Inclinada" del Museo de Arte de Tartu en Estonia

Un museo (del latín musēum y este del griego Μουσείον) es un edificio dedicado a la conservación y exposición de objetos y documentos culturales, tanto del ámbito de las ciencias como de las artes. La mayoría de museos están especializados en una disciplina: bellas artes, historia, arqueología, etnología, ciencias naturales, deportes, religión, ejército, etc. Dentro de estas disciplinas puede haber subdivisiones, como en el caso de las bellas artes la pintura, la escultura, las artes decorativas e industriales, el grabado, el diseño y otras especialidades; o bien por épocas, estilos, nacionalidades, escuelas o incluso artistas individuales, como el Museo Picasso de Barcelona.
Desde la Revolución francesa, época en que el concepto de lo público pasó a primer término en la consideración de la sociedad, se formularon tres objetivos principales para la creación de museos:
- Conservación: las obras de interés público cultural, ya fuese histórico, artístico, científico o de cualquier otra índole, deben depositarse en lugares que garanticen su conservación, tanto en el tiempo como en su aspecto material, así como su protección frente a vandalismos u otros avatares que pudiesen acaecer.
- Divulgación: en la nueva concepción moderna de lo público debe garantizarse el acceso a la cultura a cualquier persona independientemente de su estatus social o poder adquisitivo.
- Formación: tras su catalogación y clasificación, las obras museísticas deben estar a disposición de los estudiosos y especialistas para completar su formación y ayudar a su conocimiento y difusión.[7]

Cabe distinguir entre museo y coleccionismo: el museo es un concepto moderno, surgido desde la época de la Ilustración; anteriormente solo cabe hablar de coleccionismo. La principal diferencia estriba en el carácter privado del coleccionismo frente al público del museo. De esta diferencia se derivan numerosas consecuencias: el coleccionismo estaba sujeto a diversas vicisitudes, como las económicas, las derivadas del gusto y la moda, las provocadas por sucesiones familiares, divisiones y desmembramientos, y otros; en cambio, el patrimonio museístico es más estable, debido al concepto de conservación de las obras y su voluntad de organización con base en diversos conceptos como la nacionalidad, el estilo, la técnica, etc.
Pese a todo, la labor de los museos ha sido criticada por diversos motivos, entre los que destacan: la alienación de la obra de arte respecto al lugar y tiempo para el que fue concebida; la estricta catalogación por países, estilos, épocas, escuelas y otras categorías, así como la selección de obras expuesta al público, que por fuerza no puede dejar de ser subjetiva; la acumulación de obras expuestas, que puede provocar tedio y rechazo en el espectador; o, en última instancia, el elitismo, ya que aunque los museos están abiertos a todo el mundo dirigen más su atención hacia las clases cultivadas, en opinión de autores como Pierre Bourdieu y Alain Darbel (L'amour de l'art, 1969).

### Museografía y museología
La museografía estudia la clasificación y conservación de obras de arte. Entre otros, comprende el análisis de la arquitectura y los edificios como contenedores de obras de arte, sus problemas estructurales y las técnicas para la exposición de las obras.
Por su parte, la museología estudia los aspectos sociales y orgánicos de las colecciones museísticas, con especial énfasis en la selección y conservación de las obras, así como en su sistematización. Sus principales preocupaciones son las vertientes didáctica e informativa de las colecciones. Generalmente, esta tarea se cumple a través de especializaciones, como las bibliotecas, los cursos y conferencias, los almacenes, las publicaciones, las exposiciones, los medios audiovisuales, etc.

## Historia

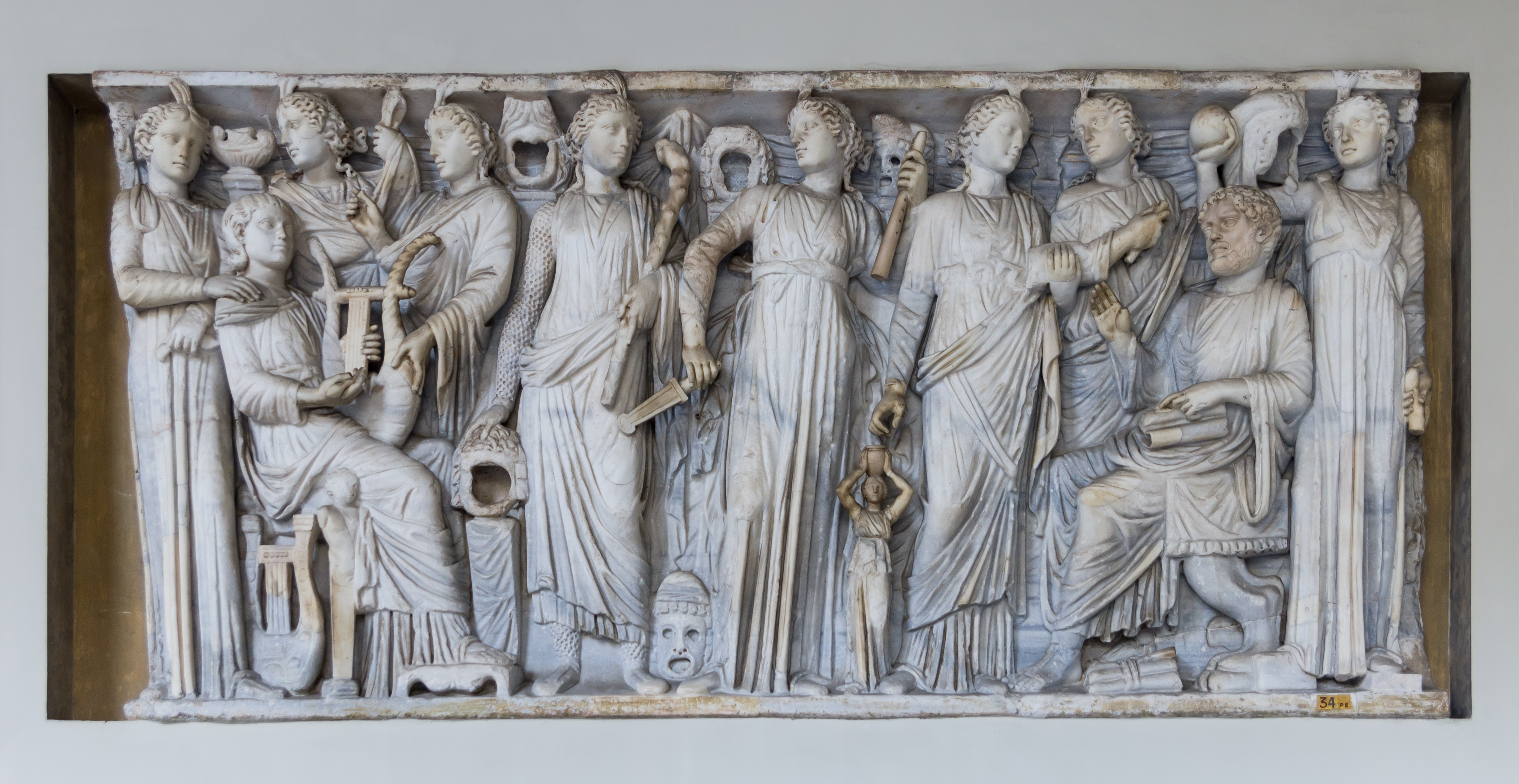
Musas y poetas. El Museion de Alejandría pretendía atraer a los mejores poetas y científicos, por eso se le dio el nombre de sus protectoras

Aunque el museo como edificio dedicado a la exposición de obras de arte —generalmente bajo administración pública— es un concepto moderno, se tiene constancia de colecciones de obras de arte desde la Edad Antigua. Numerosos templos religiosos de la antigüedad albergaban obras de arte, ya fuese como decoración o como ofrendas a la divinidad, por lo que en cierta medida actuaban como museos. En el período helenístico aparecieron algunas de las primeras colecciones de arte cercanas al sentido moderno de acopio de obras para su conservación: así, Atalo I de Pérgamo atesoró en la acrópolis de su ciudad diversas obras de arte procedentes del templo de Afaya en Egina y otros lugares; Ptolomeo I de Egipto fundó el Museo de Alejandría (Museion), el primero de ese nombre, en honor a las Musas. El coleccionismo pasó a Roma, donde los patricios gustaron en sus villas de atesorar obras de arte, abriéndolas en ocasiones al público, como hicieron Cayo Fabio Píctor y Marco Vipsanio Agripa.

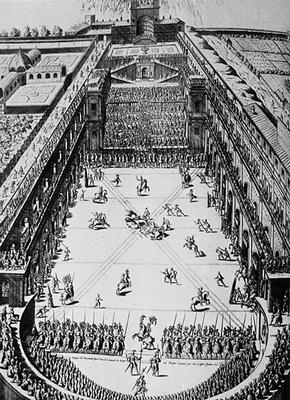
El Patio del Belvedere, Roma (1565)

En la Edad Media las obras de arte se conservaban principalmente en las iglesias, donde las podían contemplar los feligreses, pero bajo una finalidad didáctica y comunicativa, alejada de la contemplación estética. El coleccionismo revivió durante el Renacimiento, especialmente en Italia, donde los nobles y príncipes de las ciudades italianas apostaron por el arte como medio de prestigio social. Lorenzo de Médici adoptó nuevamente el nombre de Museo para su colección de Florencia, y desde entonces el término hizo fortuna y se extendió por doquier. En esta época era habitual que los mecenas adquiriesen obras de arte para sus colecciones privadas: Felipe II de España fue uno de los mayores coleccionistas de su tiempo, con un especial interés por la obra de Tiziano y El Bosco; su sobrino el emperador Rodolfo II no se quedó atrás, y reunió una amplia colección de obras de arte y objetos de todo tipo. Este afán por el mecenazgo y el coleccionismo se extendió a las artes decorativas, lo que supuso un incremento en la producción de tapices, joyas, cristalería, metalistería, porcelana, mobiliario y otros objetos. Numerosos aristócratas y jerarcas eclesiásticos coleccionaron obras de arte antiguo que emplazaban en galerías de sus palacios o bien en sus jardines: un buen ejemplo fue el Jardín de las estatuas confeccionado por Bramante para Julio II en el Patio del Belvedere (1506), que incluía obras como el Laocoonte o el Apolo del Belvedere; o la Casa de Pilatos en Sevilla, confeccionada en buena medida por donaciones del papa Pío V. Por otro lado, en Sabbioneta se construyó entre 1583 y 1590 la primera estructura destinada específicamente a exponer objetos de colección, en este caso antigüedades: la Galleria degli Antichi.
Durante el Barroco se incrementó el afán por acumular obras de arte, así como objetos de toda índole: en el Museo Kircheriano, fundado por Athanasius Kircher en 1651, se conservaban tanto obras de arte como animales disecados, objetos científicos, instrumentos musicales, antigüedades egipcias y romanas, y otros objetos. Otro tanto ocurrió con la colección de Elias Ashmole, origen del Ashmolean Museum de Oxford (1683), que aglutinaba arte con muestras de especies animales, vegetales y minerales. El mecenazgo barroco aumentó el carácter magnificente de los encargos, generalmente de la realeza. Monarcas como Felipe IV de España o Luis XIV de Francia fomentaron el arte, tanto a través del patrocinio directo —a artistas como Diego Velázquez o Charles Le Brun— como de la adquisición de numerosas obras de arte, lo que supuso el germen de grandes colecciones que darían origen a museos como el Prado o el Louvre.

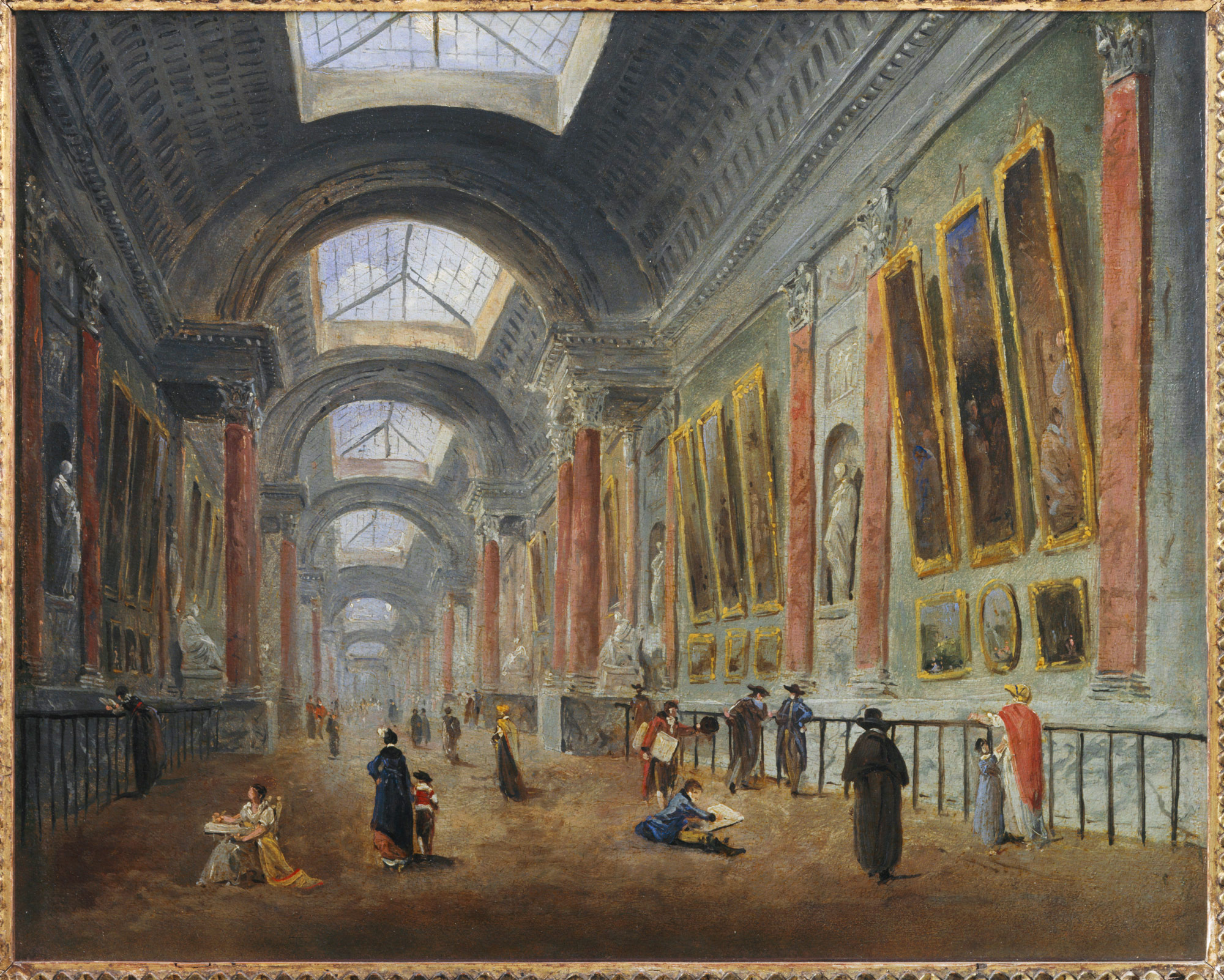
Imagen de la Grande Galerie del Louvre, óleo de Hubert Robert (c. 1801)

Entre los siglos xvii y xviii numerosos aristócratas se hicieron construir en sus palacios galerías para el coleccionismo de obras de arte, que aunque eran privadas solían mostrarse a un público reducido. La Ilustración influyó notablemente en el concepto de la cultura pública y conminó a numerosos monarcas a hacer accesibles al público sus colecciones de arte. Un evento significativo fue la Revolución francesa, que promovió la instalación de la colección real y de numerosas obras de arte confiscadas a aristócratas y religiosos en el palacio del Louvre, que se convirtió así en el primer museo público de administración estatal. Inaugurado en 1793, se nombró al pintor neoclásico Jacques-Louis David como su primer director. Junto a este, se creó una colección de pintura francesa en el palacio de Versalles —el Louvre se dedicó inicialmente a la italiana—, así como el Museo de los Monumentos Franceses, que se mantuvo hasta 1815. También se crearon quince grandes museos provinciales: Bruselas, Burdeos, Caen, Estrasburgo, Dijon, Génova, Lille, Lyon, Maguncia, Marsella, Nancy, Nantes, Rennes, Rouen y Toulouse.

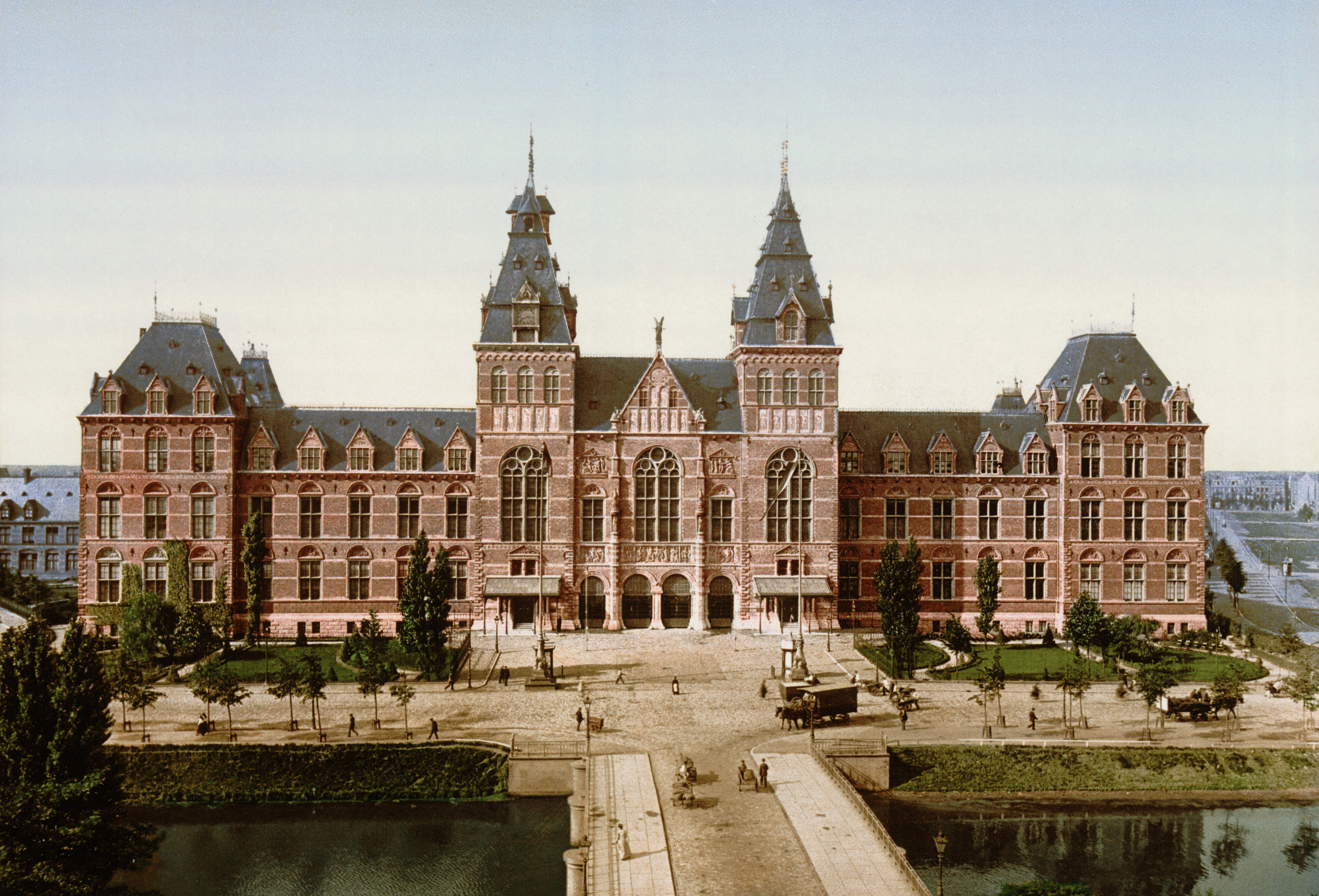
Fachada del Rijksmuseum de Ámsterdam (c. 1895)

En el XIX, Napoleón Bonaparte practicó una intensa política de patrocinio de las artes gracias a las numerosas obras requisadas en sus conquistas, especialmente las obtenidas gracias a la supresión de órdenes monásticas en Italia. La mayoría de estas obras fueron a parar al Louvre, llamado Museo Napoleón entre 1803 y 1815. Napoleón también promovió la fundación de museos en los países conquistados, como el Rijksmuseum de Ámsterdam (1806) y la Pinacoteca de Brera de Milán (1809). Con la Restauración de la dinastía borbónica siguió el patrocinio museístico por parte de los monarcas: Luis XVIII fundó en 1818 el Museo de Luxemburgo, actual Museo de Arte Moderno. Carlos X, Luis Felipe I y Napoleón III agrandaron sucesivamente el Louvre.

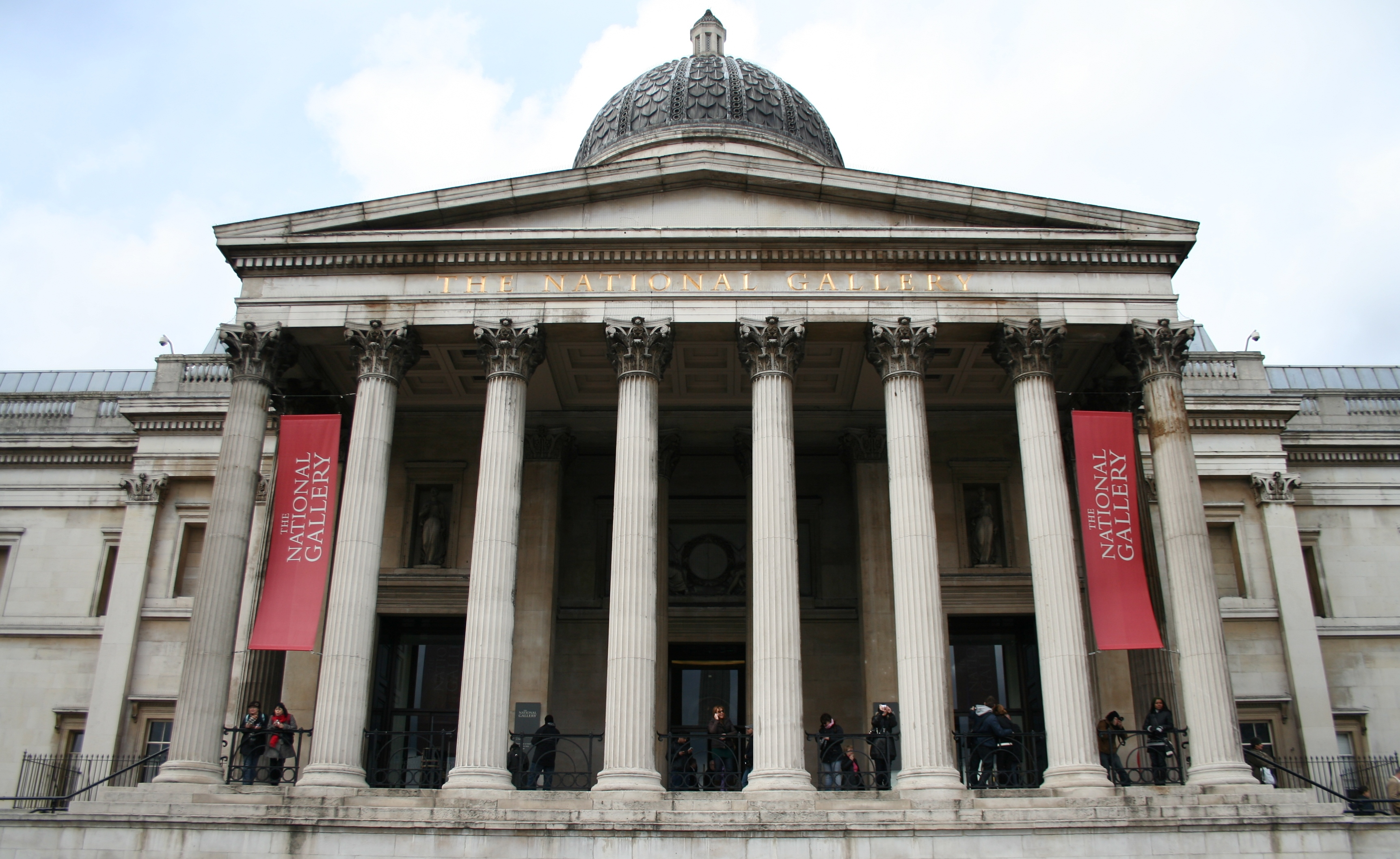
The National Gallery, Londres

El ejemplo francés se propagó a numerosos países, aun sin procesos revolucionarios. Ya a finales del XVIII se habían abierto varios museos gracias al mecenazgo real, como la Galería de los Uffizi en Florencia (1765) y la colección de los Habsburgo en el castillo del Belvedere (1778), origen del actual Kunsthistorisches Museum de Viena. En Inglaterra, en 1759 se puso el germen de lo que sería el British Museum, fomentado por el Parlamento británico gracias a donaciones privadas. En Roma, los papas promovieron la instauración de sus colecciones como museos: Museos Capitolinos (1734), Pinacoteca Vaticana (1750), Museo Pío-Clementino (1773-1787). Pero fue con las guerras napoleónicas que se expandió el concepto de museo público, gracias especialmente a la promoción nacional que proporcionaban dichas instituciones. Así se crearon la Galería de la Academia de Venecia (1817), el Museo del Prado en Madrid (1819), el Altes Museum de Berlín (1830), la Alte Pinakothek de Múnich (1836), la National Gallery de Londres (1838), el Hermitage de San Petersburgo (1849) y otros. En esta centuria empezaron a construirse los primeros edificios destinados explícitamente a museos públicos, generalmente en el estilo neoclásico de moda en la época.

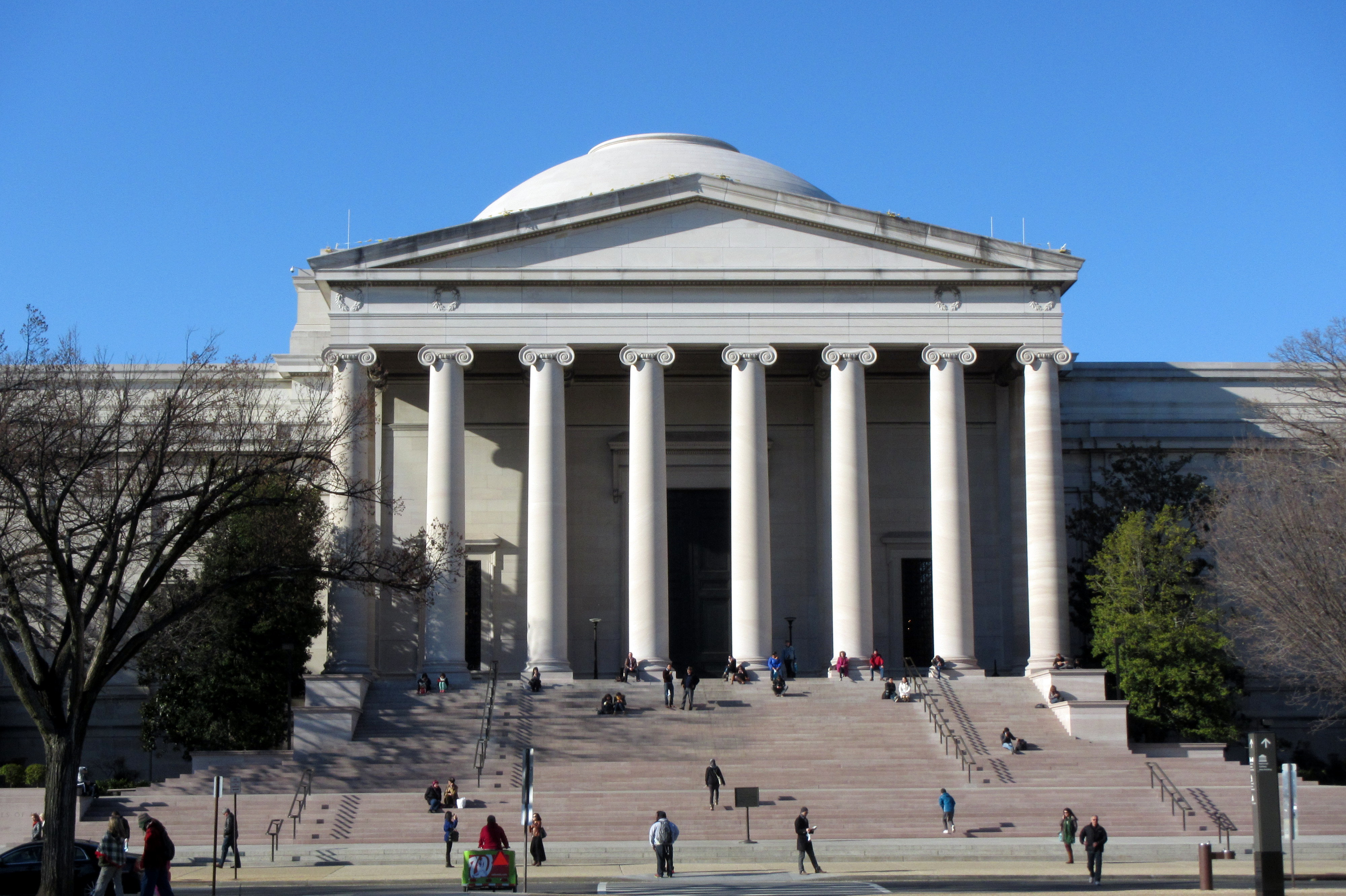
Galería Nacional de Arte, Washington D. C.

En Estados Unidos, entre los siglos xix y xx se crearon numerosos museos gracias al interés por crear un patrimonio propio, en un país que no contaba con una tradición histórico-artística propia. La mayoría fueron de fundación privada y se nutrieron gracias a las donaciones de ricos donantes que satisfacían así su interés de promoción personal. La mayoría eran obras de origen europeo, pero también americano y asiático, que constituyeron algunas de las mejores colecciones actuales, ubicadas en museos como el Museo Metropolitano de Arte de Nueva York (1870), el Museo de Bellas Artes de Boston (1870), el Instituto de Arte de Chicago (1879), el Instituto de Artes de Detroit (1885), el Museo de Arte de Cleveland (1913), el Museo de Arte Moderno de Nueva York (1929) y la Galería Nacional de Arte de Washington D. C. (1937).
En Alemania, tras el Altes Museum se promovió en Berlín una serie de museos situados en la llamada Isla de los Museos (Museuminsel), ubicada en la isla del Spree: Neues Museum (1855), Nationalgalerie (1876), Kaiser Friedrich Museum (1904), Pergamon Museum (1930). Otro notable edificio de nuevo cuño fue la Gemäldegalerie de Dresde (1855), obra de Gottfried Semper, autor también del nuevo edificio del Kunsthistorisches Museum de Viena (1891).

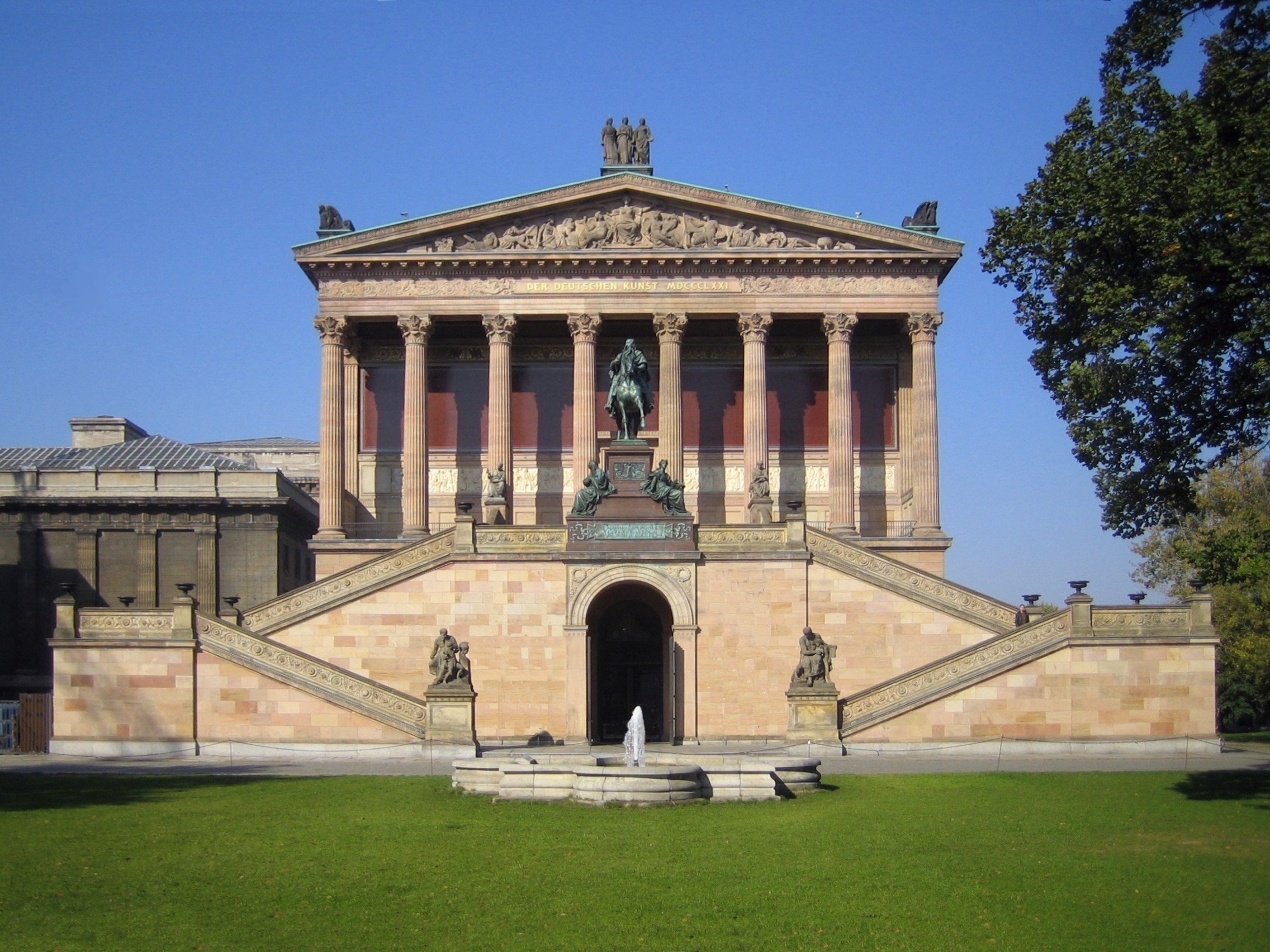
Antigua Galería Nacional de Berlín

A lo largo del XIX los museos se fueron especializando cada vez más y surgieron museos dedicados a diversas ramas del arte, como las artes decorativas y aplicadas: el primero de este género fue el South Kensington Museum de Londres (1852), actual Victoria and Albert Museum. Estos museos adquirieron una notable labor didáctica, relacionada con las escuelas de artes y oficios. En cambio, los museos dedicados a las artes mayores (pintura y escultura) se fueron disociando cada vez más de las academias de arte, que habían colaborado notablemente en su fundación, debido al creciente desprestigio de estas últimas al quedarse obsoletas por su defensa del arte clásico y su negativa a aceptar el arte contemporáneo.

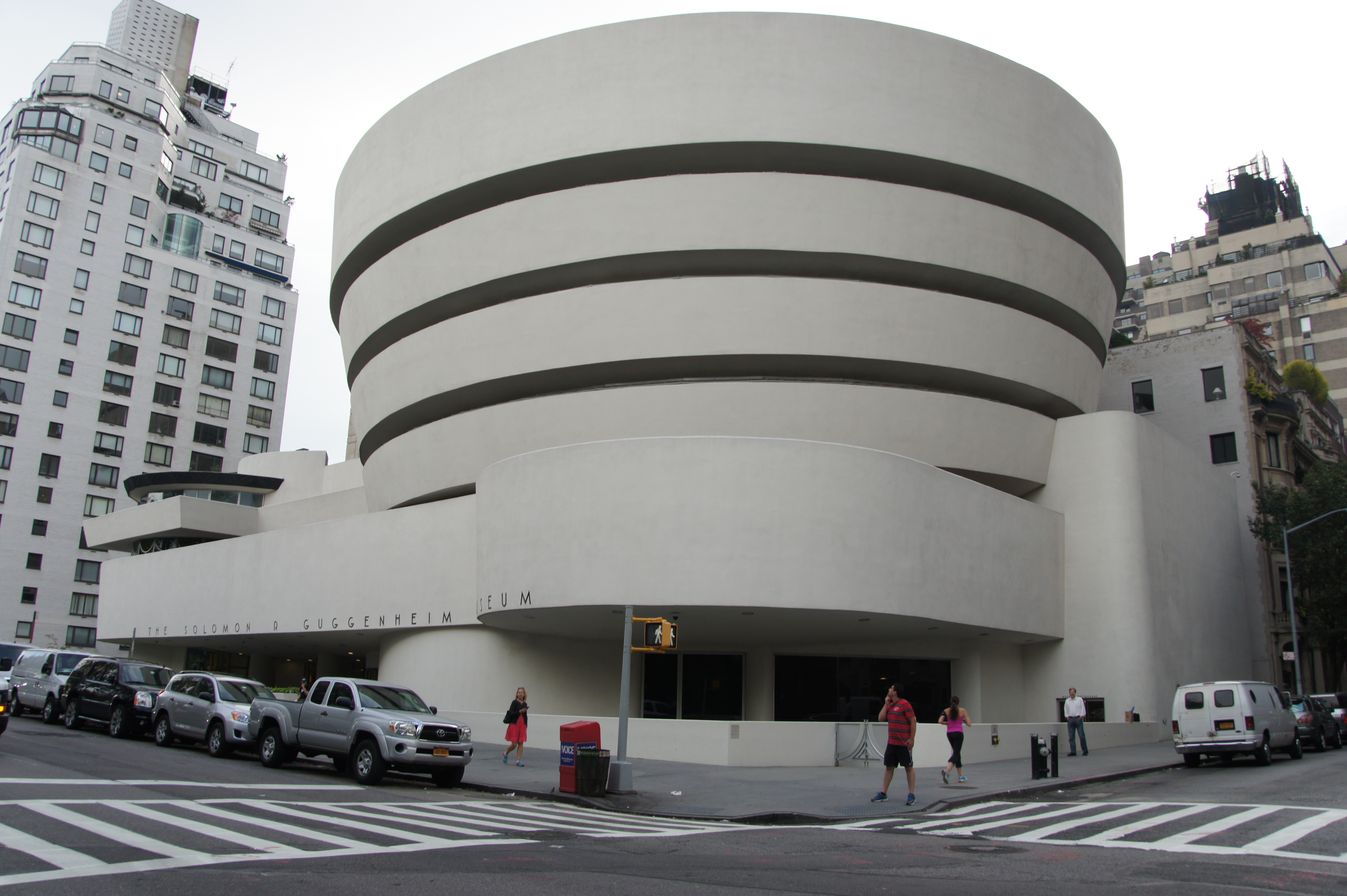
Museo Solomon R. Guggenheim, Nueva York

También en esta centuria aparecieron los museos locales, pequeñas instituciones de carácter municipal o regional que promocionaban las obras de sus ámbitos geográficos. Ello ocurrió especialmente en países como Italia, debido a su carácter policéntrico y a su tardía unificación nacional, o España, sobre todo gracias a la adquisición de un relevante patrimonio derivado de la desamortización de Mendizábal en 1835. Otro tipo de museos fueron los de carácter eclesiástico, fomentados por la Iglesia para dar a conocer sus colecciones de arte. Para todo este tipo de nuevos museos se recurrió, más que a edificios construidos ex novo, a edificios históricos que fueron reconvertidos en museos, sobre todo en el caso de casas de artistas museificadas tras su fallecimiento (casas-museo).

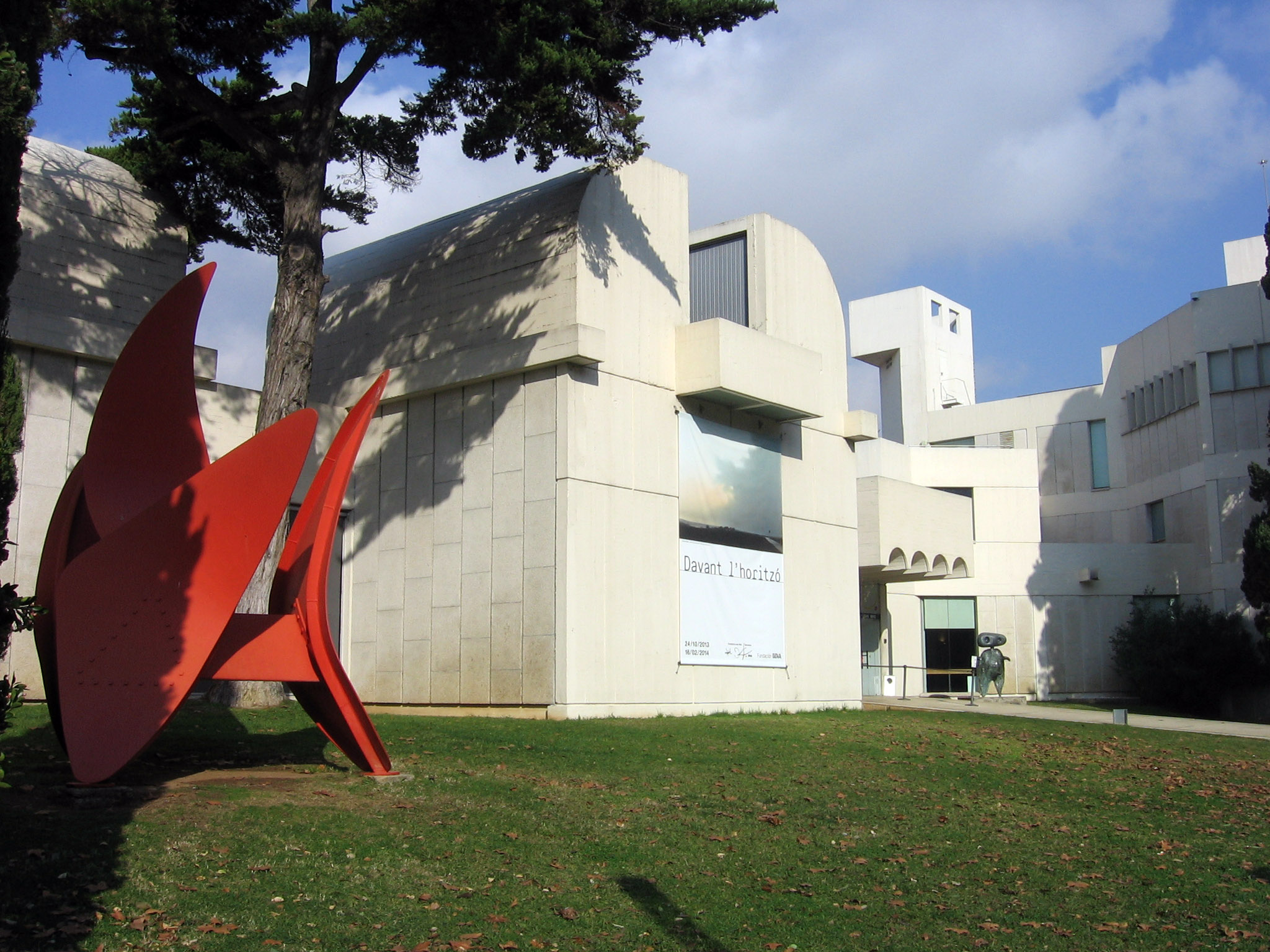
Fundación Joan Miró (1972-1975), Barcelona, obra de Josep Lluís Sert

En el XX, el arte de vanguardia cuestionó la labor del museo tradicional, que veían como una institución anquilosada, frente a nuevas formas de promoción del arte como las exposiciones temporales y las galerías de arte. Ello impulsó la modernización y reestructuración de las colecciones museísticas: aparecieron museos dedicados exclusivamente al arte contemporáneo, en ocasiones en edificios nuevos construidos según las directrices de la arquitectura moderna. Junto a las exposiciones permanentes hubo una tendencia cada vez mayor a realizar exposiciones temporales, y se fueron ofreciendo nuevos servicios, como los de biblioteca, restauración, conferencias, etc. Las colecciones se concibieron según criterios más modernos, especialmente en lo referente a la adecuada iluminación de las obras.

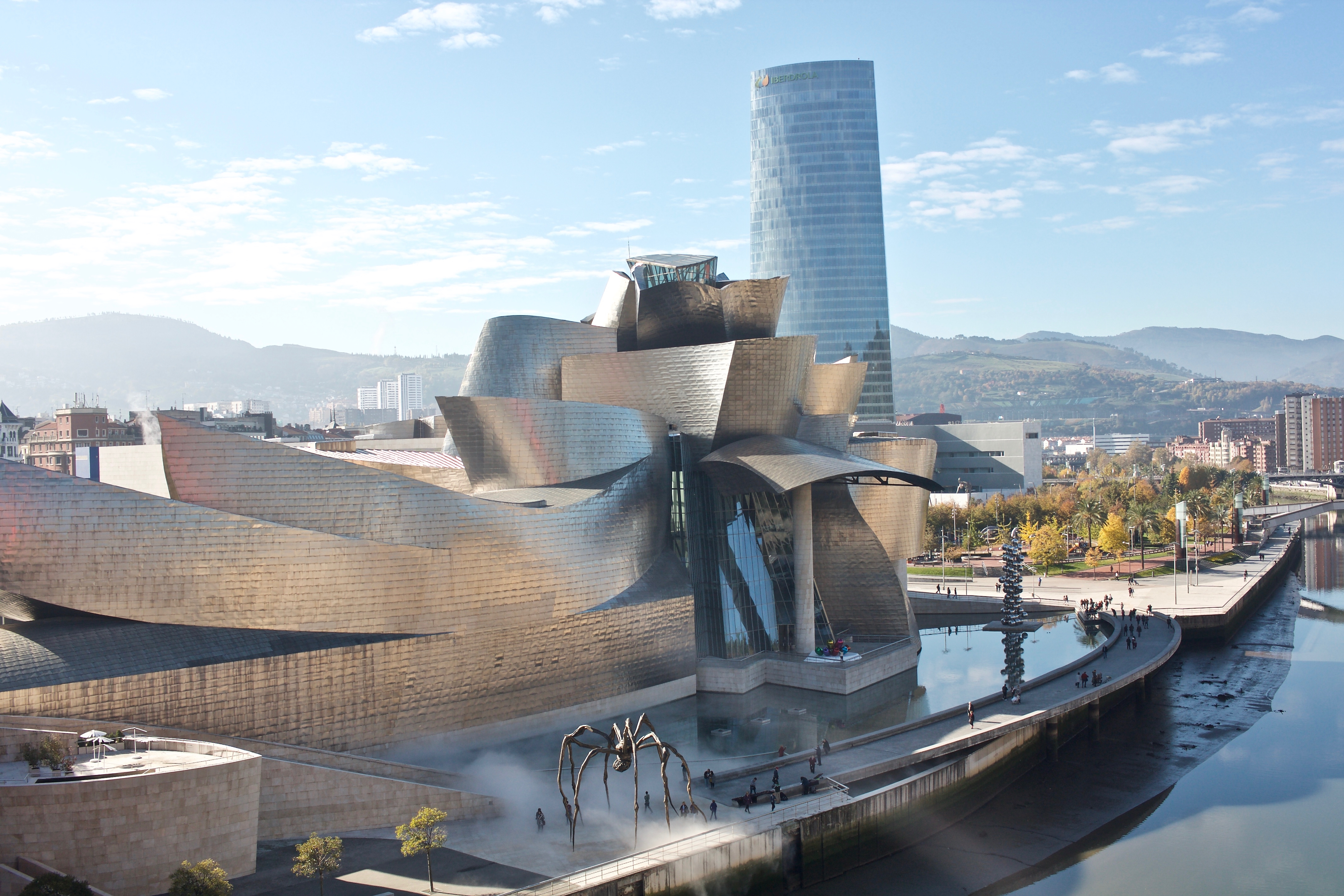
Museo Guggenheim Bilbao, de Frank Gehry

En esta centuria aparecieron museos de nuevo cuño, algunos de ellos realizados por los más prestigiosos arquitectos: Museo Kröller-Müller en Otterlo (1937-1954), de Henry Van de Velde; el Museo Solomon R. Guggenheim en Nueva York (1934-1959), de Frank Lloyd Wright; el Museo de Arte Moderno de Río de Janeiro (1954-1959), de Affonso Eduardo Reidy; la Neue Nationalgalerie en Berlín (1962-1968), de Ludwig Mies van der Rohe; la Fundación Joan Miró en Barcelona (1972-1975), de Josep Lluís Sert; el Centro Pompidou de París (1972-1977), de Renzo Piano y Richard Rogers; el High Museum of Art de Atlanta (1983), de Richard Meier; la Nueva Galería Estatal de Stuttgart (1984), de James Stirling; o el Museo Guggenheim Bilbao (1997), de Frank Gehry. Cabe mencionar también la remodelación del Museo del Louvre llevada a cabo en 1984 por Ieoh Ming Pei.
En los últimos tiempos los museos han evolucionado cada vez más a un tipo de instituciones multidisciplinares encaminadas a actividades culturales, actuando más como centros polivalentes que como contenedores de obras de arte. Ya no son meros espacios de conservación y exposición de obras, sino que están abiertos cada vez más a todo tipo de actividades de difusión cultural, desde exposiciones temporales y conferencias hasta talleres, trabajos de investigación y promoción cultural, publicaciones o experiencias relacionadas con el arte de acción: performances, happenings, environments, instalaciones, etc. También ha crecido la tendencia a los museos al aire libre, como los llamados ecomuseos. Por otro lado, se han incorporado nuevas técnicas y medios como los sonoros, fotografía, vídeo, arte electrónico, informático y otros. Todo ello ha diluido la antigua idea de museo por un concepto más abierto y dinámico, hasta llegar al punto de museos creados sin colección, con el único propósito de incentivar la creación por parte del artista y la participación del público.
Sin embargo, por otro lado se ha observado una tendencia a la agrupación de museos o espacios culturales en un sentido similar a la idea globalizadora ilustrada. Así, se han creado zonas museísticas como el llamado «triángulo» madrileño (Prado, Thyssen y Reina Sofía), los museos de la ribera del Meno en Fráncfort o el Museumsquartier de Viena; o bien las llamadas «ciudades-museo», como el parque de la Villette de París o el Getty Center de Los Ángeles.
Por último, en tiempos recientes han surgido los llamados «museos virtuales», basados en la tecnología cibernética o infográfica, como el Ars Electronica Center de Linz, creado en 1980. El último paso ha sido el museo sin ubicación física, que ofrece contenido en línea a través de internet, como WebMuseum o Web Gallery of Art.
En 1947 se creó con el patrocinio de la Unesco el Consejo Internacional de Museos (ICOM), una institución dedicada a la promoción y protección del patrimonio cultural y natural, presente y futuro, material e inmaterial.